# Nasoona eustylis
Nasoona eustylis là một loài nhện trong họ Linyphiidae.
Loài này thuộc chi Nasoona. Nasoona eustylis được Eugène Simon miêu tả năm 1909.